# Kōji Nakazato
Kōji Nakazato (japanisch 中里 宏司 Nakazato Kōji; * 24. April 1982 in der Präfektur Kanagawa) ist ein ehemaliger japanischer Fußballspieler.

## Karriere
Nakazato erlernte das Fußballspielen in der Jugendmannschaft von Shonan Bellmare. Seinen ersten Vertrag unterschrieb er 2000 bei den Shonan Bellmare. Der Verein spielte in der zweithöchsten Liga des Landes, der J2 League. Für den Verein absolvierte er 99 Spiele. 2006 wurde er an den Erstligisten Sanfrecce Hiroshima ausgeliehen. Für den Verein absolvierte er 12 Erstligaspiele. 2007 kehrte er zu Shonan Bellmare zurück. Für den Verein absolvierte er 17 Spiele. Ende 2007 beendete er seine Karriere als Fußballspieler.